# Kirche der Barmherzigen Brüder an der Piața 700

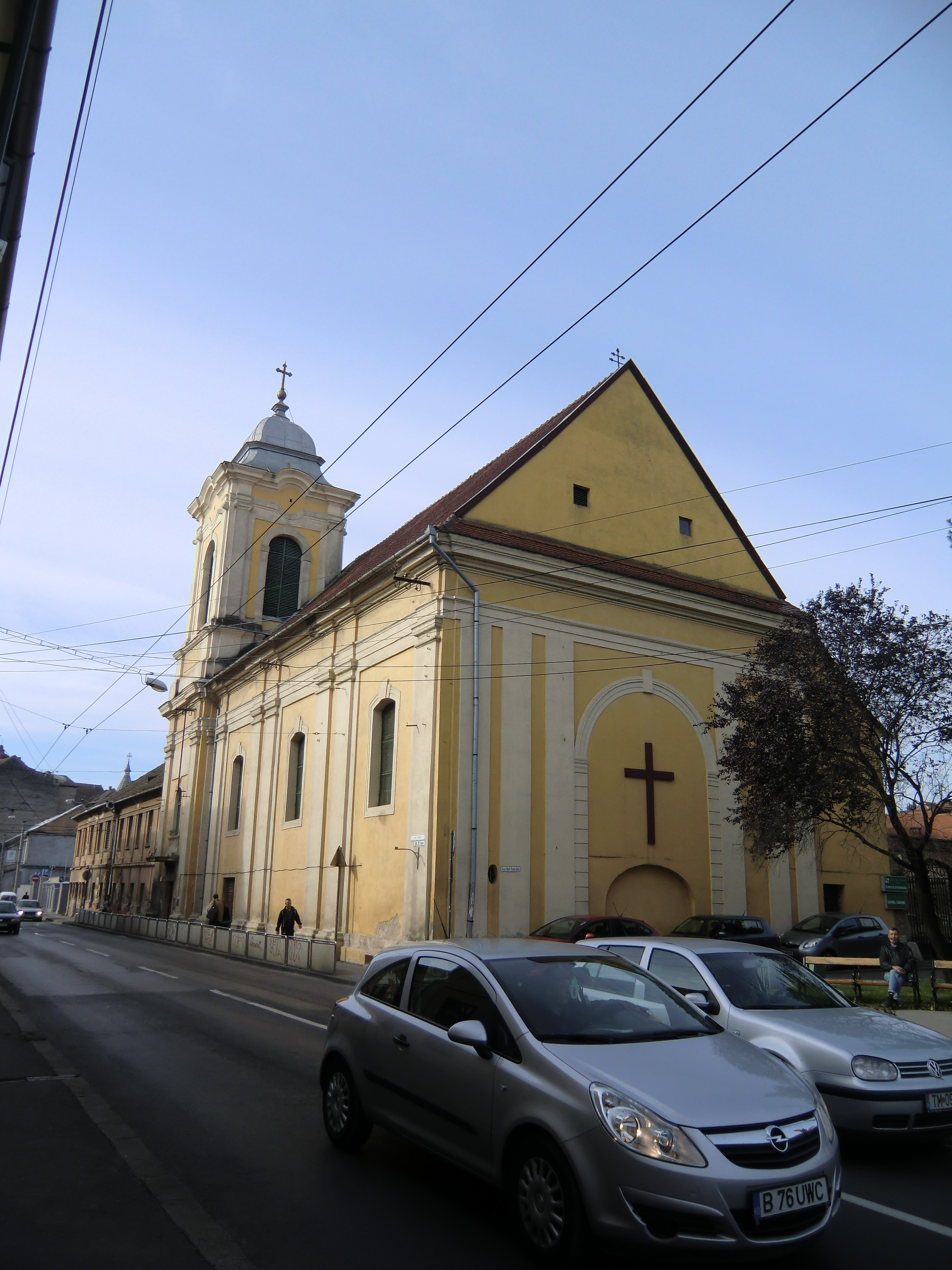
Kirche der Barmherzigen Brüder, 2010

Die Kirche der Barmherzigen Brüder an der Piața 700 (rumänisch Biserica Mizericordienilor din Piața 700) ist eine griechisch-katholische Kirche und ein denkmalgeschütztes historisches Gebäude in der Strada Sfântul Ioan an der Piața 700 der westrumänischen Stadt Timișoara (deutsch Temeswar).

## Geschichte
Gegenüber dem heutigen Marktplatz Timișoara 700 wurde 1735 in der damaligen Johannesgasse der Grundstein für das erste Krankenhaus, das sogenannte Barmherzigenspital, und die erste Apotheke des Banats „Zum Granatapfel“ gelegt. Die Bauarbeiten wurden 1737 abgeschlossen. Das Krankenhaus wurde von dem Orden des Heiligen Nepomuk, dem Schutzpatron der Katholiken im Banat, gestiftet und dem Orden der Barmherzigen Brüder anvertraut. 1737 übersiedelten sechs Ordensbrüder aus Deutschland, welche die Betreuung und Pflege der Kranken übernahmen. Diese wurden auch die schwarzen Priester genannt.
Zwischen 1748 und 1753 wurde eine römisch-katholische Kirche im barocken Stil an das Krankenhaus angebaut und am 19. März 1757 geweiht. Sie wurde während der Revolution von 1848/49 im Kaisertum Österreich durch ungarische Revolutionäre zerstört und völlig eingeäschert. 1851 wurde die Kirche neu errichtet. Unter der kommunistischen Herrschaft wurde sie 1948 geschlossen und diente dem nahe gelegenen Banater Nationalmuseum als Abstellkammer. Nach der Rumänischen Revolution wurde die Kirche 1990 von der griechisch-katholischen Kirche übernommen und wiedereröffnet. In dem alten Hospital befindet sich heute eine Augenklinik.

## Architektur
Die Kirche ist Teil eines großen Baukomplexes auf F-förmigem Grundriss. Südlich schließt sich ein kleiner Querbau und ein zweigeschossiger Winkelbau an, die niedriger sind als die Kirche. Die klösterlichen Anlagen werden heute als Augenklinik genutzt. Die Kirche ist nicht geostet, sondern entsprechend dem östlich unmittelbar angrenzenden Straßenverlauf im Stadtzentrum nach Süd-Nord ausgerichtet. Der barocke Saalbau wird von einem Satteldach mit roten Ziegeln bedeckt. In kleine Sakristei an der Nordwestecke wird durch ein Schleppdach in das Bauwerk integriert. Das Gotteshaus ist verputzt und hat einen gelben Außenanstrich. Nur die Gliederungselemente wie Pilaster, Gesimse und Gewände aus weißem Naturstein sind vom Verputz ausgespart. Die Langseiten werden durch Pilaster, die in einem umlaufenden profilierten Gesims enden, und durch Stichbogenfenster gegliedert. An der Ostseite sind drei und an der Südseite zwei Fenster eingelassen. Die Nordseite ist fensterlos und hat eine kleine Rundbogennische, über der ein großes Kreuz und eine Rundbogen angebracht sind. Der Südturm auf quadratischem Grundriss vermittelt zwischen Kirche und dem älteren Gebäudekomplex und wird bis auf die Ostseite vollständig durch die angrenzenden Gebäude umschlossen. Er kragt im Osten etwas vor und reicht nur bis zur Mittelachse der Kirche. Oberhalb der Dachtraufe der Kirche erhebt sich das Glockengeschoss mit Eckpilastern und rundbogigen Schallöffnungen für das Geläut. Der Turm wird von einer geschwungenen Haube bedeckt, die von einem Turmknauf und einem Kleeblattkreuz bekrönt wird.

## Orgel
Bischof Josef Lonovics von Krivina erwähnte in seinen Visitationsakten der Jahre 1835 bis 1838 eine Orgel mit 6 Registern. Bei dem Instrument handelte es sich um die erste kleine Orgel aus dem Temeswarer Dom, die von dem Wiener Orgelbauer Johann Hencke (1697–1766) als Interimsinstrument gefertigt wurde. Nach der Errichtung der neuen Orgel im Dom wurde die kleine Orgel in die Kirche der Barmherzigen Brüder überführt. Im Jahr 1942 wurde sie von der Orgelbaufirma Carl Leopold Wegenstein umgebaut. Die Orgel wurde in der Zeit der kommunistischen Diktatur zerstört und 1990 beschädigt auf der Empore vorgefunden.
| Manual C– |    |
| Gedeckt   | 8′ |
| Flaut     | 4′ |
| Dulciana  | 4′ |
| Principal | 2′ |
| Zymbel II |    |